# Rainbow Bridge (Texas)
Die Rainbow Bridge (englisch für „Regenbogenbrücke“) ist eine Gerberträgerbrücke über den Neches River im Südosten des US-Bundesstaates Texas oberhalb dessen Mündung in den Sabine Lake.
Über sie führen die beiden State Highways TX 73 und TX 87 von Port Arthur im Jefferson County am Südwestufer des Flusses nach Bridge City im Orange County am Nordostufer.
Der Bau der Brücke begann 1936 unter der Leitung des Texas State Highway Department.
Aufgrund von Bedenken der stromaufwärts gelegenen Stadt Beaumont, dass die Brücke eine Gefahr für Schiffe darstellen könnte, wurde die Rainbow Bridge mit einer Spannweite von 210 m errichtet. Ferner hat sie eine lichte Höhe von 54 m.
Somit wäre sie in der Lage gewesen, das damals höchste Schiff der United States Navy, die Patoka, unter sich passieren zu lassen, was jedoch nie geschah.
Die Brücke wurde am 8. September 1938 fertiggestellt.
Die nahe Stadt Prairie View benannte sich wegen der Brücke um in Bridge City („Brückenstadt“).
Die Brücke hieß zunächst Port Arthur-Orange Bridge.
Ihren heutigen Namen bekam sie 1957.
Die Brücke wird seit 1996 im National Register of Historic Places aufgeführt.

## Veterans Memorial Bridge
1988 wurde mit dem Bau der benachbarten Veterans Memorial Bridge, einer Schrägseilbrücke, begonnen.
Die Brücke verläuft parallel zur Rainbow Bridge.

Sie hat eine lichte Höhe von 43,5 m.
Nach Fertigstellung der Veterans Memorial Bridge wurde die Rainbow Bridge wegen Renovierungsarbeiten gesperrt.
Seit ihrer Wiedereröffnung im Jahre 1997 ist die Rainbow Bridge nur noch in westlicher Richtung befahrbar, während der Verkehr in östlicher Richtung von der Veterans Memorial Bridge abgewickelt wird.